# Прерівілл (Луїзіана)
Прерівілл (англ. Prairieville) — переписна місцевість (CDP) в США, в окрузі Ассансьйон штату Луїзіана. Населення — 33 197 осіб (2020).

## Географія
Прерівілл розташований за координатами 30°18′49″ пн. ш. 90°57′30″ зх. д. / 30.31361° пн. ш. 90.95833° зх. д. (30.313615, -90.958323).  За даними Бюро перепису населення США в 2010 році переписна місцевість мала площу 57,16 км², з яких 56,97 км² — суходіл та 0,19 км² — водойми.

## Демографія
Згідно з переписом 2010 року, у переписній місцевості мешкало 26 895 осіб у 9149 домогосподарствах у складі 7372 родин. Густота населення становила 471 особа/км².  Було 9704 помешкання (170/км²).
Расовий склад населення:
| - 82,4 % — білих - 12,3 % — чорних або афроамериканців - 1,8 % — азіатів - 0,3 % — корінних американців - 0,1 % — вихідців з тихоокеанських островів - 1,7 % — осіб інших рас |

До двох чи більше рас належало 1,3 %. Частка іспаномовних становила 5,0 % від усіх жителів.
За віковим діапазоном населення розподілялося таким чином: 30,8 % — особи молодші 18 років, 62,2 % — особи у віці 18—64 років, 7,0 % — особи у віці 65 років та старші. Медіана віку мешканця становила 34,3 року. На 100 осіб жіночої статі у переписній місцевості припадало 99,2 чоловіків;  на 100 жінок у віці від 18 років та старших — 96,3 чоловіків також старших 18 років.
Середній дохід на одне домашнє господарство  становив 100 957 доларів США (медіана — 95 807), а середній дохід на одну сім'ю — 109 586 доларів (медіана — 103 216). Медіана доходів становила 71 451 долар для чоловіків та 44 726 доларів для жінок. За межею бідності перебувало 7,4 % осіб, у тому числі 9,1 % дітей у віці до 18 років та 5,7 % осіб у віці 65 років та старших.
Цивільне працевлаштоване населення становило 15 483 особи. Основні галузі зайнятості: освіта, охорона здоров'я та соціальна допомога — 24,1 %, роздрібна торгівля — 11,2 %, будівництво — 10,2 %, виробництво — 9,9 %.